# COLTEMONIKHA
COLTEMONIKHA (コルテモニカ?) fue un dúo electrónico japonés, que consistía de la modelo y diseñadora de modas Keito Sakai y su productor Yasutaka Nakata.
El grupo se formó como un proyecto que combinaba la moda y la música. El dúo produjo dos miniálbumes, los cuales fueron realizados para complementar la línea de moda de Sakai llamada "Made in Colkinikha". El nombre del grupo fue creado por la contracción de las marcas "Colkinikha" y "Contemode".

## Miembros
- Yasutaka Nakata (中田ヤスタカ Nakata Yasutaka?) - compositor y productor
- Keito Sakai (酒井景都  Sakai Keito?) - letras de las canciones y vocalista

## Estilo musical
La música de COLTEMONIKHA es technopop estilizada con picopop e influencias electrónicas. La letra de las canciones eran escritas por Sakai, generalmente llevaban un estado de animo alegre y contenían palabras tanto en inglés como en japonés. Su música ha sido comparada con los recientes trabajos hechos por Nakata en los grupos de Capsule y Perfume.

## Discografía

### Miniálbumes
1. COLTEMÖNIKHA (17 de mayo de 2006)
  1. "fantastic fantasy"
  2. "Sora Tobu Hikari" ( そらとぶひかり?)
  3. "communication"
  4. "CLM"
  5. "Party Carronade" (パーティーキャロネイド?)
  6. "Yum yum yummy"
  7. "ARIKUIWARUTSU" (アリクイワルツ?)
2. COLTEMÖNIKHA2 (26 de septiembre de 2007)
  1. "preparation"
  2. "Domino" (ドミノ?)
  3. "darkness rabbit"
  4. "KANIMOTERUKO" (カニモテルコ?)
  5. "SLEEPING girl"
  6. "Scene Killer"
  7. "NAMAIKI"
  8. "NAMAIKI（extended mix）"